# St. Georg (Sopron)

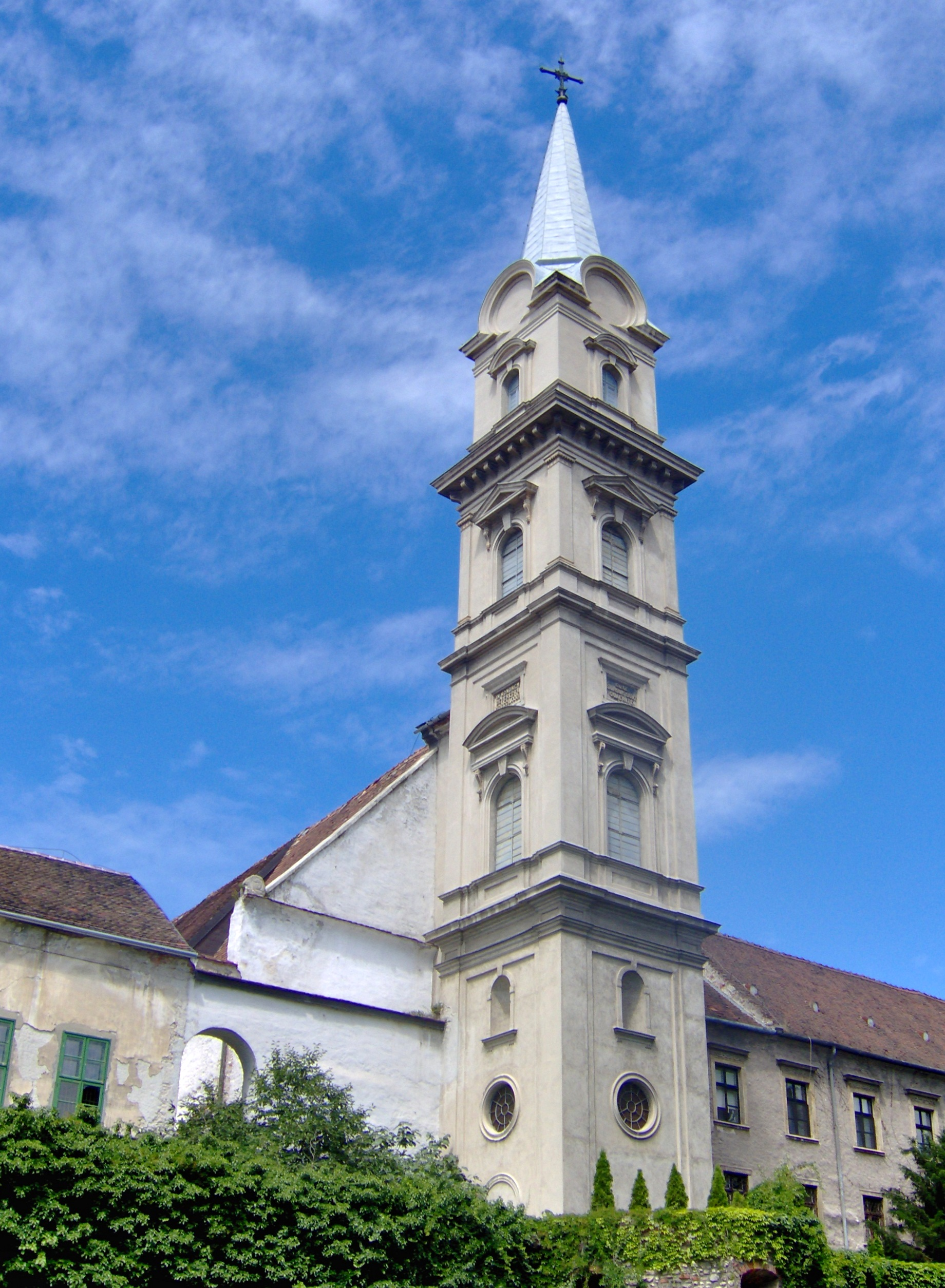
Domkirche St. Georg

Die Domkirche St. Georg  (ungarisch Szent György Dómtemplom) ist ein Sakralbau in Sopron (deutsch Ödenburg) im Westen von Ungarn.

## Geschichte

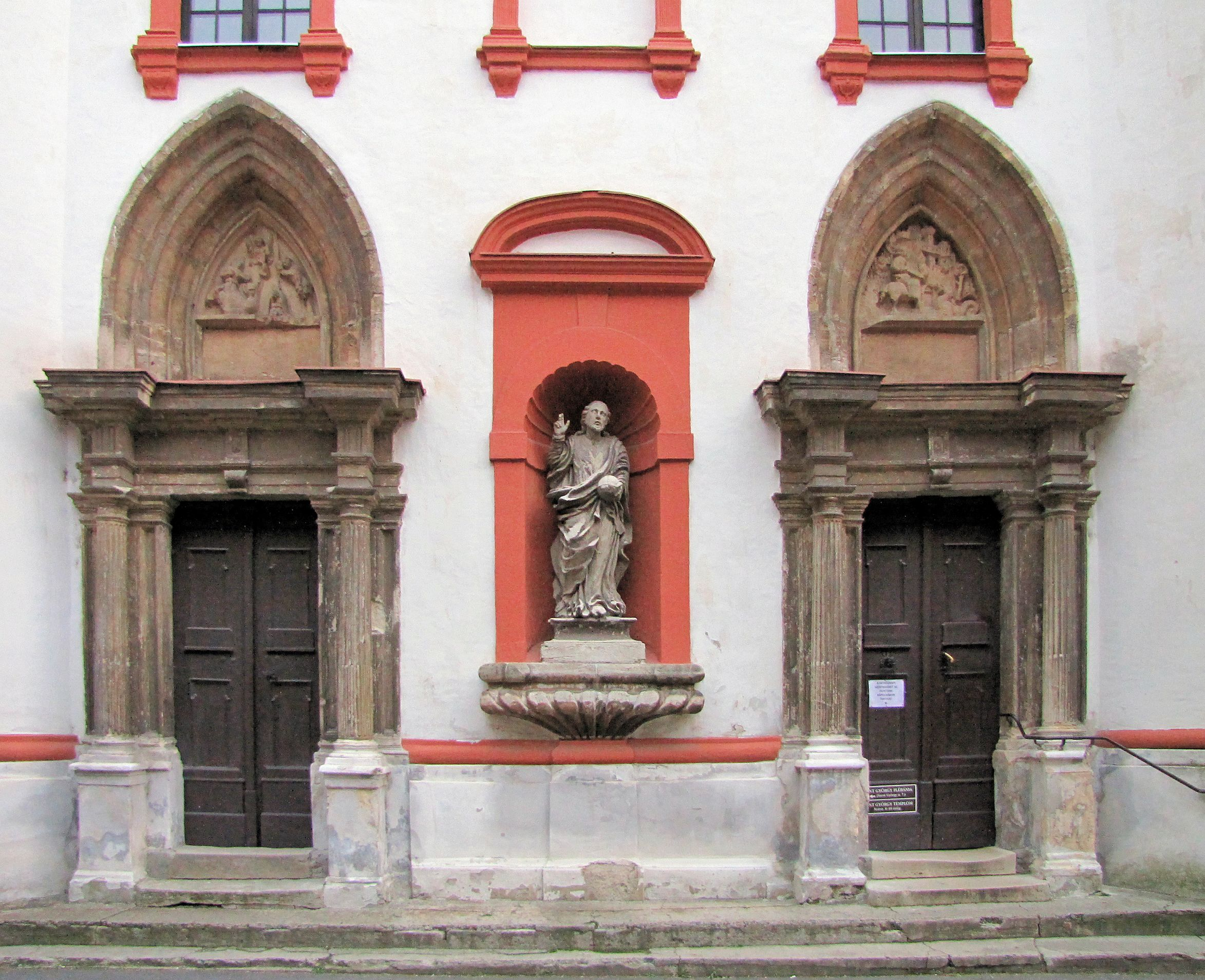
Portale

Um 1380 wurde eine gotische Kapelle errichtet.
1398 wurde die Kapelle St. Georg und Margareta in einer Bulle von Papst Bonifatius IX. erwähnt.
Ende des 16. Jahrhunderts war sie evangelische Pfarrkirche. 1674 kam die Kapelle im Zuge der Gegenreformation in den Besitz der Jesuiten. 1676 brannte das Gebäude nieder und wurde 1685–1694 erweitert wieder aufgebaut. Dabei wurden die barocken Seitenkapellen hinzugefügt und die Innengestaltung barock verändert. 1705/06 wurde es von Pietro Antonio Conti umgestaltet.
1780 kam die Kirche nach der Auflösung des Jesuitenordens an das Domkapitel St. Georg. 1839 wurde sie restauriert. 1944 wurde das Gebäude schwer beschädigt und 1948 und 1959 wiederhergestellt.

## Architektur und Ausstattung

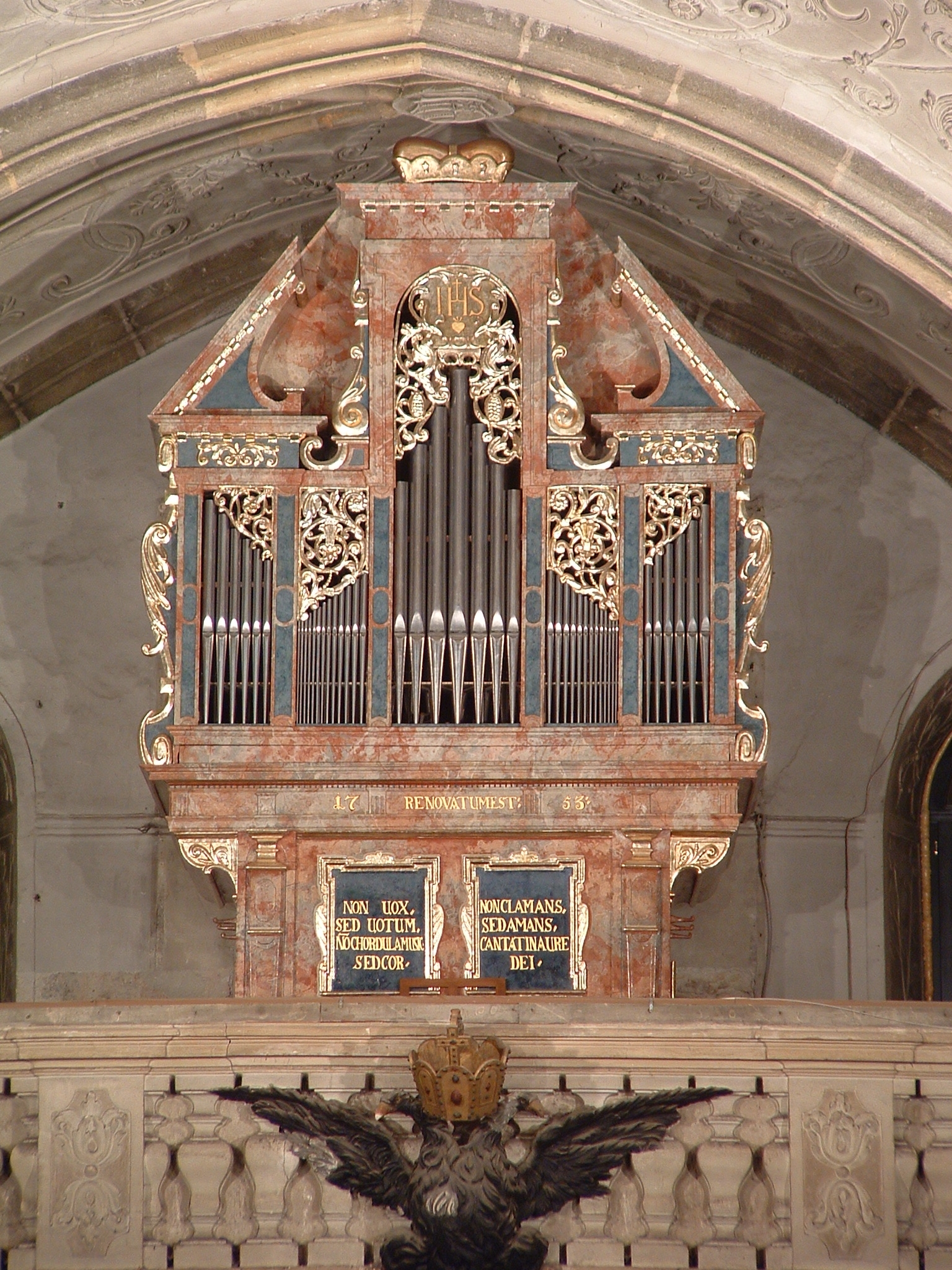
Orgel von 1633/1756

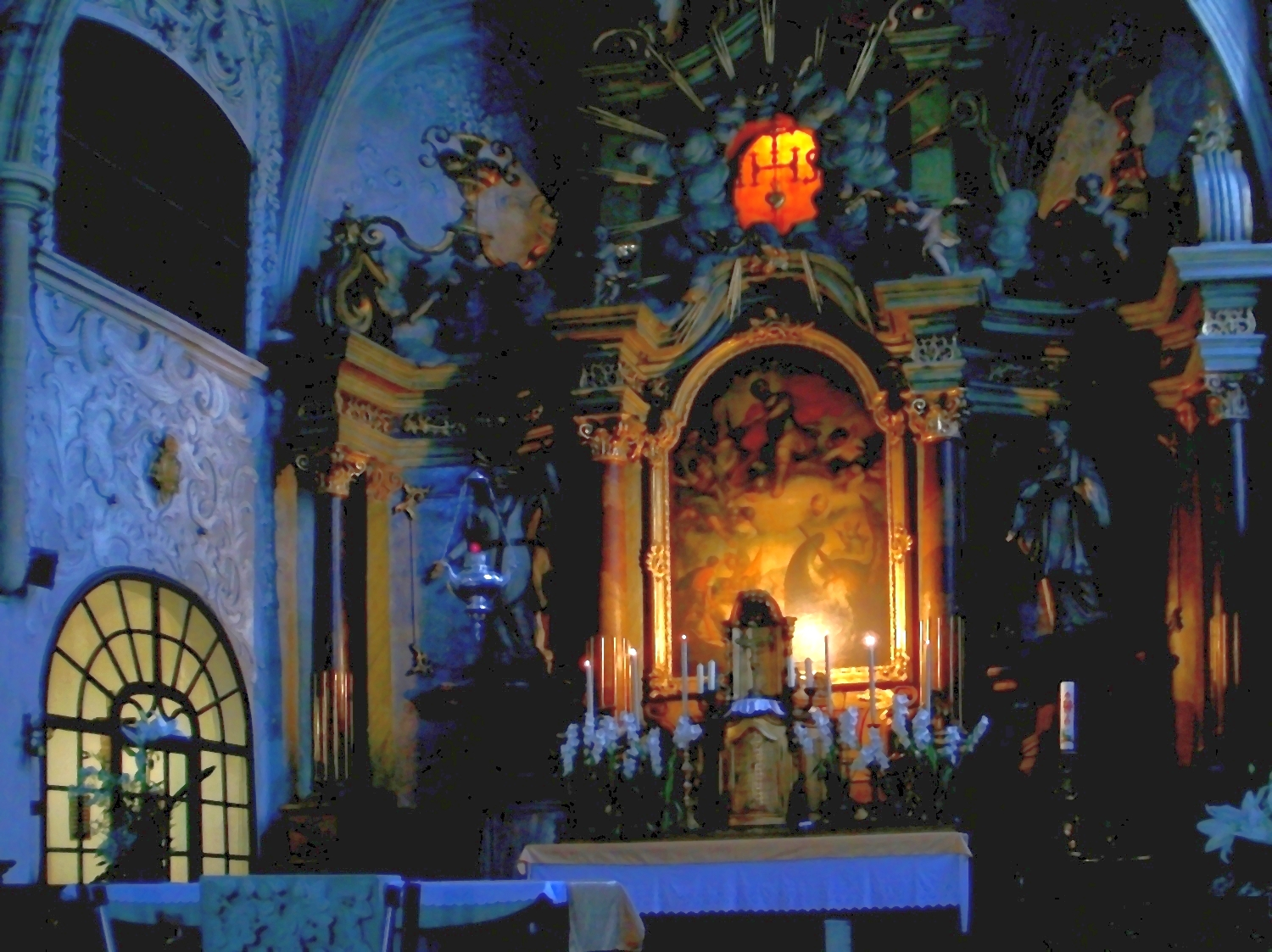
Altarraum

Das Hauptschiff weist jeweils vier barocke Kapellen an den Seiten auf. Die Innengestaltung besteht aus gotischen und barocken Elementen.
Der Hauptaltar von 1761 zeigt das Martyrium und die Verklärung des heiligen Georg.
Die von Johann Wöckherl gebaute Orgel ist in Teilen von 1633, der Orgelschrank stammt aus dem Jahr 1756. 2003 bis 2008 wurde durch Restaurierungen die ursprüngliche Disposition von 1756 wiederhergestellt.
Die Glocke ist die älteste in Sopron.